# Diócesis de Bolduque
La diócesis de Bolduque (en latín: Dioecesis Buscoducensis y en neerlandés: Bisdom 's-Hertogenbosch) es una circunscripción eclesiástica de la Iglesia católica en los Países Bajos. Se trata de una diócesis latina, sufragánea de la arquidiócesis de Utrecht. Desde el 5 de marzo de 2016 su obispo es Gerard Johannes Nicolaus de Korte.

## Territorio y organización

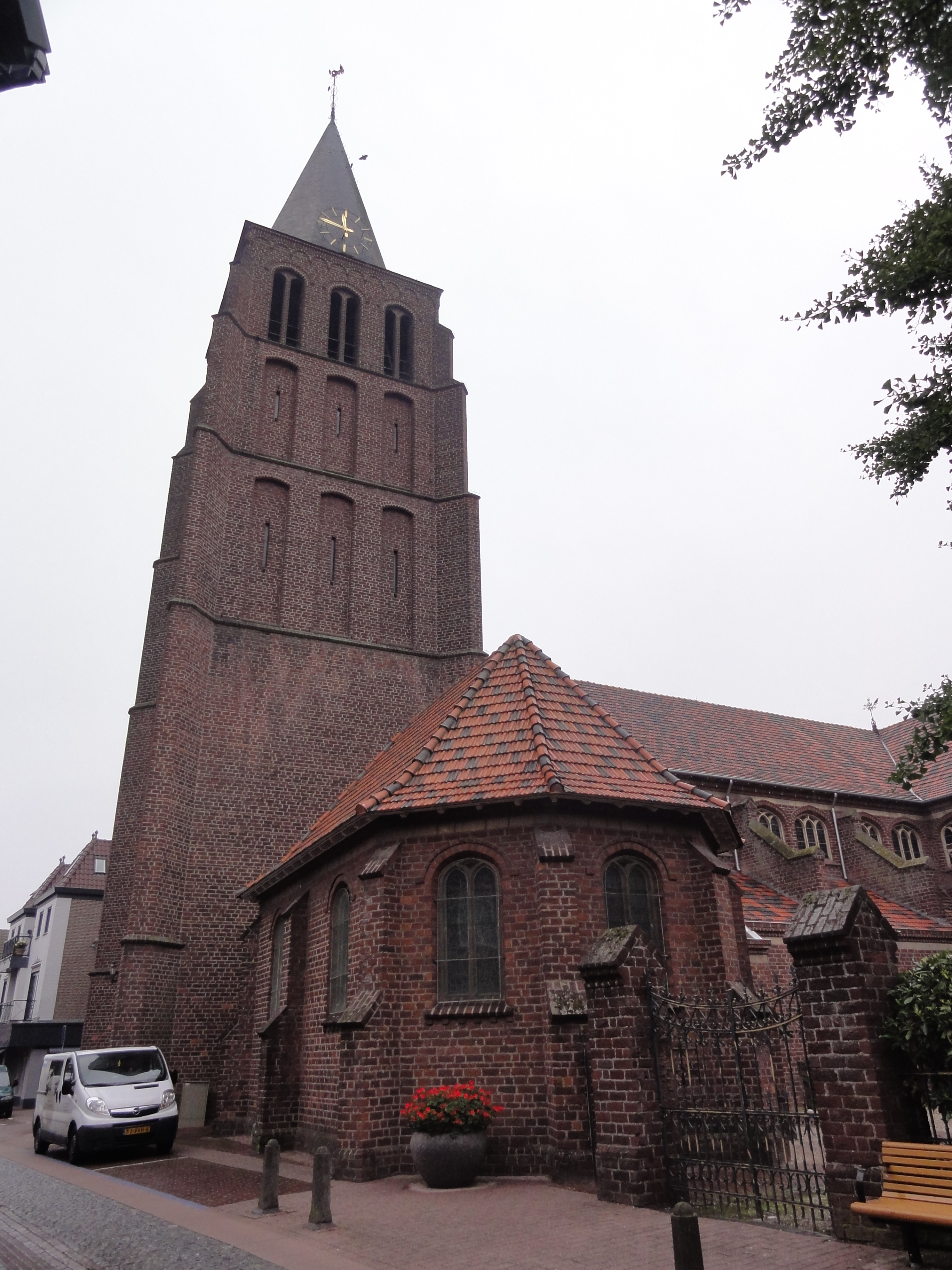
Basílica menor de San Pedro y San Pablo, en Boxmeer

La diócesis tiene 3826 km² y extiende su jurisdicción sobre los fieles católicos de rito latino residentes en parte del territorio de la provincia de Brabante Septentrional.

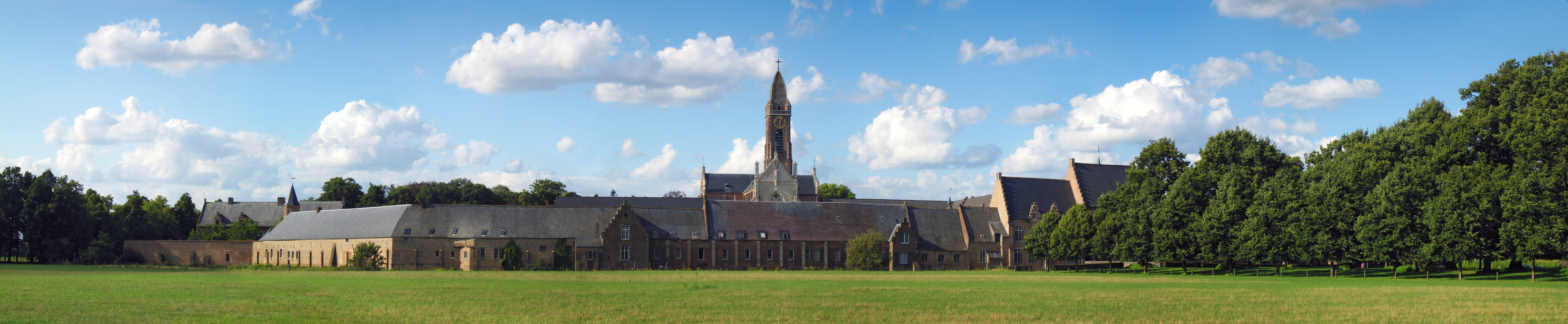
Abadía premostratense de Tongerloo, comuna de Westerlo

La sede de la diócesis se encuentra en la ciudad de Bolduque, en donde se halla la Catedral de San Juan. En Boxmeer se encuentra la basílica menor de San Pedro y San Pablo.

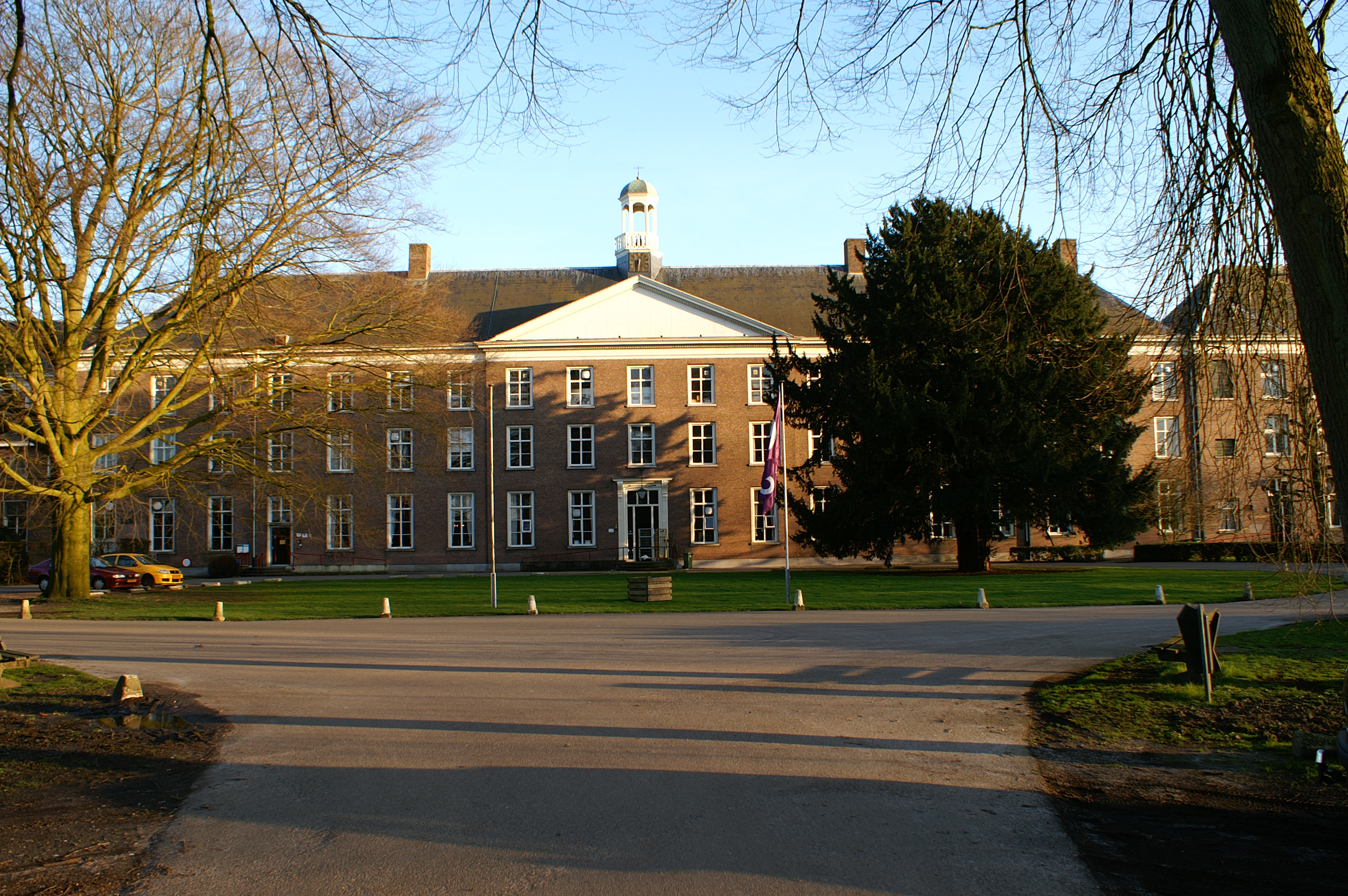
Exseminario de Haaren

En 2020 en la diócesis existían 59 parroquias agrupadas en 12 decanatos.
La diócesis limita al norte con la arquidiócesis de Utrecht, al sur con la diócesis de Roermond y Bélgica, al este con Francia y al oeste con la diócesis de Breda.

## Historia
La diócesis de Bolduque fue erigida, junto con otras trece nuevas diócesis, el 12 de mayo de 1559 con la bula Super universas del papa Paulo IV, como parte de la reorganización eclesiástica de los Países Bajos españoles, ya intentada con el emperador Carlos V e implementada con el rey Felipe II. La nueva diócesis se derivó del territorio de la diócesis de Lieja y se convirtió en sufragánea de la arquidiócesis de Malinas.
Sin embargo, la bula Super universas no definía los límites de las nuevas diócesis, no establecía el número de parroquias y sobre todo no preveía los medios de subsistencia de las respectivas mensas episcopales. Una comisión encargada de estudiar estos aspectos trabajó durante unos dos años, y recién el 11 de marzo de 1561 se publicó la bula De statu omnium ecclesiarum del papa Pío IV, que finalmente dio una fisonomía territorial a la diócesis de Bolduque. Como medio de subsistencia los obispos de Bolduque recibieron en commenda la abadía de Tongerloo.
El primer obispo fue Frans van de Velde, nacido en Son, que entró en la diócesis el 18 de noviembre de 1562. En 1565 publicó los decretos del Concilio de Trento y en el mismo año realizó una visita pastoral a la diócesis. Su sucesor Laurens Mets asistió a los dos consejos provinciales de Malinas en 1570 y 1572. En 1571 convocó el primer sínodo diocesano y abrió el seminario, que sin embargo tuvo una corta vida (hasta 1582).
Los obispos Clemens Crabbeels y Gijsbertus Maas sufrieron la agitación política y las guerras que sacudieron la última parte del siglo XVI. En 1612 parte de la diócesis cayó bajo el poder de los Estados Generales de los Países Bajos. En 1614 Masius celebró un segundo sínodo diocesano, donde se discutió el seminario, que fue reabierto por Nicolaas Zoesius en 1616 para ser definitivamente cerrado en 1629. De hecho, en este año, después de un largo asedio, la ciudad episcopal capituló en manos del príncipe Federico Enrique, que la gobernaba en nombre de los Estados Generales. El obispo Michael Ophorius se vio obligado a abandonar la ciudad con todo su clero y nunca regresó. El vicario capitular Henri van den Leemputte, que como canónigo de la catedral pudo permanecer en Bolduque, gobernó la diócesis hasta la muerte de Ophorius en 1637 y también durante todo el episcopado de Joseph Bergaigne, que no pudo hacer valer sus derechos y permaneció en el exilio durante todo su mandato. Van den Leemputte siguió siendo vicario de la diócesis hasta su muerte en 1657.
La Paz de Westfalia en 1648 reconoció el territorio de Bolduque como parte de las Provincias Unidas de los Países Bajos y por lo tanto sujeto a los Estados Generales. Se prohibió por ley el ejercicio de la religión católica, se confiscaron los bienes eclesiásticos e incluso se obligó a los niños a asistir a escuelas calvinistas. Los sacerdotes católicos ejercían su ministerio en secreto, bajo la autoridad de un vicario apostólico; estos eran en su mayoría simples sacerdotes, que residían habitualmente en Bélgica hasta 1726.
En 1726 el gobierno de La Haya suavizó su posición hacia los católicos y permitió que el vicario apostólico permaneciera en el país, siempre que fuera de nacionalidad holandesa y que no fuera obispo. En 1794 el ejército revolucionario francés capturó la ciudad de Bolduque y todo el Brabante holandés y en 1798, bajo la ley sobre la separación de Iglesia y Estado, el calvinismo dejó de ser la religión del Estado. Las iglesias regresaron gradualmente al culto católico. En 1810 la catedral pasó a manos católicas y fue reabierta al culto. Debido al cierre de la Antigua Universidad de Lovaina, donde hasta entonces se habían formado los sacerdotes de la diócesis, el vicario van Alphen abrió un seminario en Bolduque, posteriormente trasladado a otras localidades hasta llegar a Haaren en 1837. En 1815 también se abrió un seminario menor en el castillo de Beekvliet, cerca de Sint-Michielsgestel.
En 1810 Napoleón intentó crear una nueva diócesis, incluido el territorio de Bolduque, para asentar a personas de su favor, Pierre de Pauw (que murió inmediatamente después de su nombramiento) y Mathieu van Camp: el clero y el pueblo, sin embargo, se negaron a reconocer a van Camp y participar en las funciones solemnes en la catedral.
En 1827 se estipuló un concordato entre la Santa Sede y el gobierno de Guillermo I, que preveía el establecimiento de sólo dos diócesis en el norte de los Países Bajos, las de Ámsterdam y Bolduque; la revolución de 1830, que supuso la independencia de la católica Bélgica, no permitió la realización de este proyecto.
El 2 de junio de 1840, en virtud del breve Ubi universalis Ecclesiae del papa Gregorio XVI, el vicariato apostólico amplió su territorio.
En 1848 la nueva constitución holandesa garantizó las libertades políticas y religiosas de los católicos. El papa Pío IX, con el breve Ex qua die del 4 de marzo de 1853, restableció la jerarquía episcopal católica en los Países Bajos: Utrecht se convirtió en sede metropolitana , con cuatro diócesis sufragáneas: Bolduque, Haarlem, Breda y Roermond. El vicario apostólico de Bolduque, Joannes Zwijsen, fue nombrado arzobispo de Utrecht y administrador apostólico de Bolduque. En su exigente labor fue ayudado por dos obispos auxiliares: Joannes Deppen y Adrianus Godschalk.
El 28 de septiembre de 1895 el obispo Wilhelmus van de Ven emitió el documento de fundación de la congregación de los Misioneros de la Sagrada Familia, que abrió la primera escuela apostólica para las vocaciones tardías en Grave. Los primeros tres sacerdotes del instituto fueron ordenados en 1905.
La estatua milagrosa de la Santísima Virgen, que había sido llevada al exilio en Bruselas en 1629 por el obispo Michael Ophorius, fue devuelta en la catedral de San Juan.
El decanato de St. Geertruidenberg de la diócesis de Bolduque fue transferido a la diócesis de Breda el 16 de julio de 1955 mediante la bula Dioecesium immutationes del papa Pío XII. El 13 de abril de 1956 mediante el decreto Ad satius consulendum más territorios fueron transferidos por la diócesis de Bolduque a la de Breda.

## Estadísticas
Según el Anuario Pontificio 2021 la diócesis tenía a fines de 2020 un total de 1 045 470 fieles bautizados.
| Año                                                                             | Población | Población | Población      | Sacerdotes | Sacerdotes | Sacerdotes | Católicos por sacerdote | Diáconos permanentes | Religiosos | Religiosos | Parroquias y cuasiparroquias |
| Año                                                                             | Católicos | Total     | % de católicos | Total      | Diocesanos | Regulares  | Católicos por sacerdote | Diáconos permanentes | Masculinos | Femeninos  | Parroquias y cuasiparroquias |
| ------------------------------------------------------------------------------- | --------- | --------- | -------------- | ---------- | ---------- | ---------- | ----------------------- | -------------------- | ---------- | ---------- | ---------------------------- |
| 1950                                                                            | 975 690   | 1 200 000 | 81.3           | 2230       | 780        | 1450       | 437                     |                      | 4900       | 10 500     | 356                          |
| 1969                                                                            | 1 267 292 | 1 470 000 | 86.2           | 2264       | 751        | 1513       | 559                     |                      | 3355       | 8145       | 438                          |
| 1980                                                                            | 1 390 695 | 1 722 414 | 80.7           | 1798       | 432        | 1366       | 773                     | 2                    | 2620       | 6706       | 381                          |
| 1990                                                                            | 1 419 377 | 1 848 904 | 76.8           | 1553       | 406        | 1147       | 913                     | 9                    | 2054       | 5557       | 376                          |
| 1999                                                                            | 1 457 830 | 1 963 562 | 74.2           | 1264       | 320        | 944        | 1153                    | 61                   | 1540       | 4342       | 363                          |
| 2000                                                                            | 1 453 304 | 1 983 735 | 73.3           | 1209       | 311        | 898        | 1202                    | 63                   | 1462       | 4148       | 355                          |
| 2001                                                                            | 1 438 006 | 1 998 335 | 72.0           | 1139       | 304        | 835        | 1262                    | 69                   | 1356       | 3838       | 334                          |
| 2002                                                                            | 1 430 377 | 2 013 179 | 71.1           | 1105       | 299        | 806        | 1294                    | 76                   | 1308       | 3621       | 336                          |
| 2003                                                                            | 1 408 992 | 2 027 307 | 69.5           | 1109       | 305        | 804        | 1270                    | 79                   | 1275       | 3464       | 327                          |
| 2004                                                                            | 1 394 382 | 2 066 317 | 67.5           | 1045       | 292        | 753        | 1334                    | 78                   | 1193       | 3303       | 325                          |
| 2010                                                                            | 1 140 000 | 2 066 000 | 55.2           | 809        | 240        | 569        | 1409                    | 84                   | 858        | 2328       | 296                          |
| 2014                                                                            | 1 101 000 | 2 101 000 | 52.4           | 654        | 220        | 434        | 1683                    | 93                   | 683        | 1708       | 166                          |
| 2017                                                                            | 1 107 500 | 2 118 000 | 52.3           | 645        | 211        | 434        | 1717                    | 90                   | 683        | 1708       | 166                          |
| 2020                                                                            | 1 045 470 | 2 155 280 | 48.5           | 189        | 168        | 21         | 5531                    | 90                   | 270        | 1708       | 59                           |
| Fuente: Catholic-Hierarchy, que a su vez toma los datos del Anuario Pontificio. |           |           |                |            |            |            |                         |                      |            |            |                              |

### Vida consagrada
En el territorio de la diócesis, desempeñan su labor carismática religiosos y religiosas, de diferentes institutos de vida consagrada y sociedades de vida apostólica. Algunos de ellos se originaron en la diócesis, como las Hermanas de la Caridad, Hijas de María y José, fundadas por Anna van Hees y Jacobus Antonius Heeren en 1820; las Franciscanas de Oirschot, fundadas en esa localidad en 1797; y las Hermanas de la Caridad de Jesús y de María, Madre del Socorro, fundadas en 1836 por Antonius van Erp.

## Episcopologio

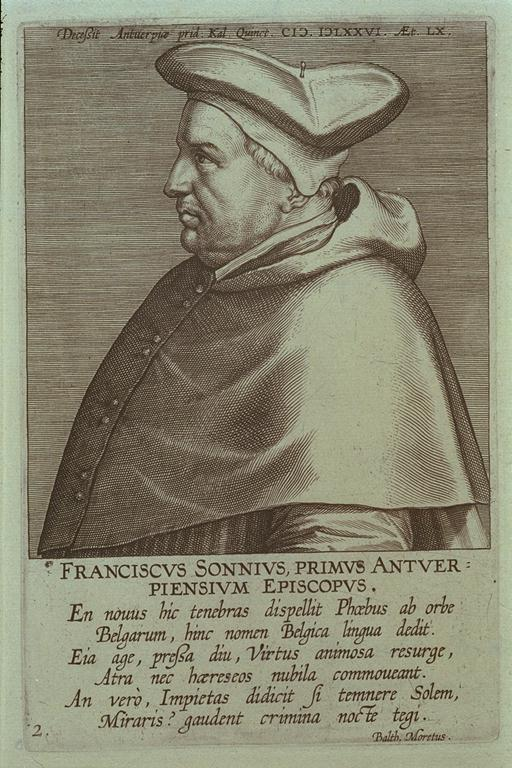
Franciscus Sonnius fue nombrado primer obispo de Bolduque en 1561 y permaneció en la sede hasta 1570, año en que fue nombrado obispo de Amberes

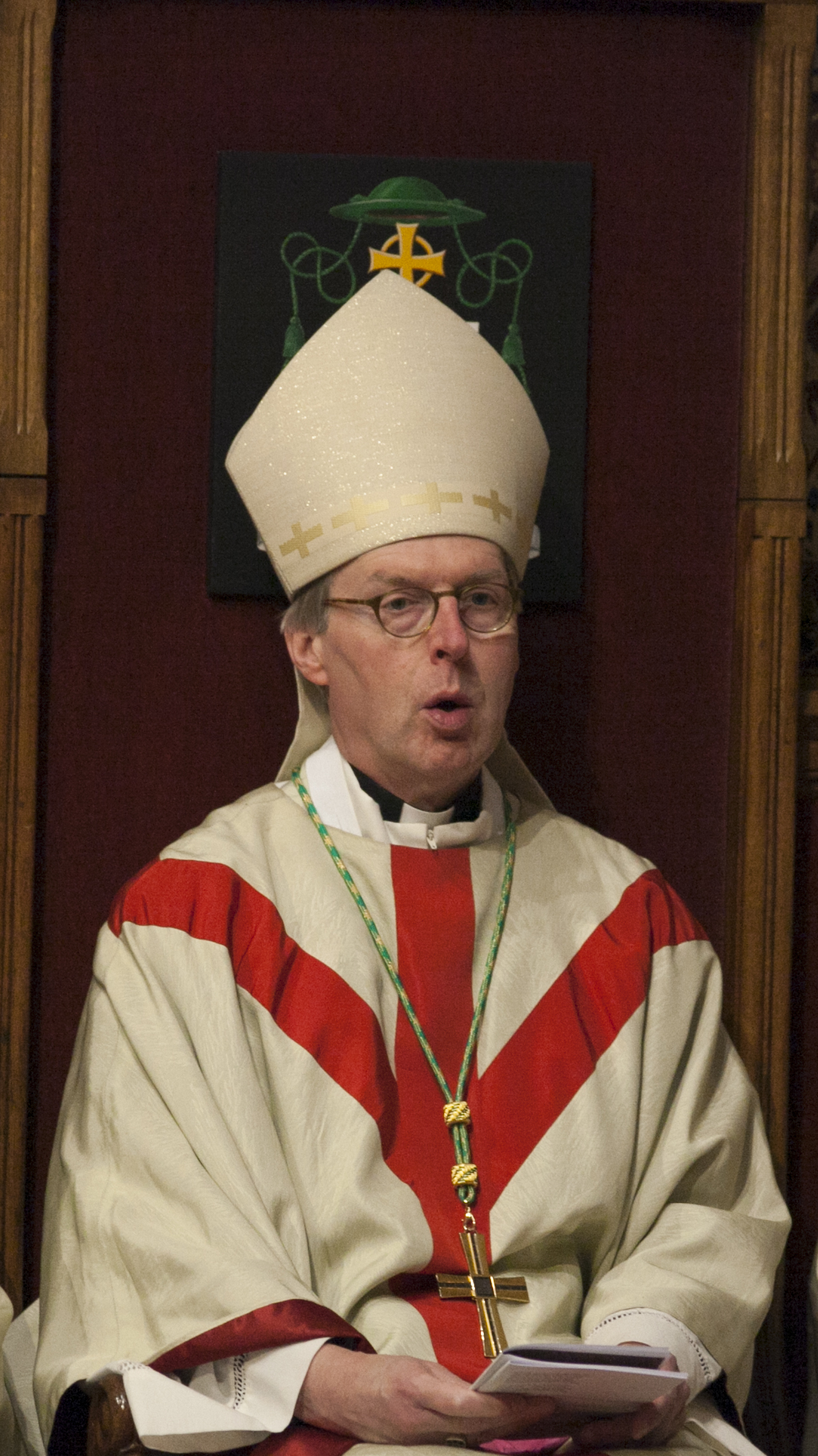
Gerard Johannes Nicolaus de Korte es el actual obispo de Bolduque, nombrado por el papa Francisco en 2016

### Obispos de Bolduque
- Frans van de Velde † (10 de marzo de 1561-13 de marzo de 1570 nombrado obispo de Amberes)
- Laurens Mets † (13 de marzo de 1570-18 de septiembre de 1580 falleció)
  - Sede vacante (1580-1584)
- Clemens Crabbeels † (10 de septiembre de 1584-22 de octubre de 1592 falleció)
- Gijsbertus Maas † (25 de octubre de 1593-2 de julio de 1614 falleció)
- Nicolaas Zoesius † (30 de marzo de 1615-22 de agosto de 1625 falleció)
- Michael Ophovius, O.P. † (22 de junio de 1626-4 de noviembre de 1637 falleció)
  - Sede vacante (1637-1641)
- Joseph Bergaigne, O.F.M. † (13 de mayo de 1641-28 de mayo de 1646 nombrado arzobispo de Cambrai)

### Vicarios apostólicos
- Eugenius Albertus de Allamont[nota 2] † (8 de noviembre de 1662-7 de junio de 1666 nombrado obispo de Gante)
- Jadocus Houbraken † (30 de junio de 1671-20 de mayo de 1681 falleció)
- Guillaume Bassery † (16 de diciembre de 1681-13 de noviembre de 1690 nombrado obispo de Brujas)
- Martinus Stevaert † (10 de octubre de 1691-17 de abril de 1701 falleció)
- Petrus Govarts † (11 de noviembre de 1701-17 de septiembre de 1726 falleció)
- Franciscus van Rants, O.P. † (15 de enero de 1727-?)
- François Louis Sanguessa,[nota 3] O.F.M.Rec. † (19 de julio de 1727-1727 renunció)
- Johann Deurlinx † (31 de enero de 1728-? renunció)
- Gisbert van der Asdonk † (23 de marzo de 1731-26 de mayo de 1742 falleció)
- Johann van der Lee † (20 de julio de 1742-?)
- Martinus van Litsenborg † (8 de mayo de 1745-6 de enero de 1756 falleció)
- Andreas Aerts † (15 de marzo de 1763-13 de agosto de 1790 falleció)
- Antonius van Alphen † (13 de agosto de 1790 por sucesión-1 de mayo de 1831 falleció)
- Henricus den Dubbelden † (5 de junio de 1831-13 de octubre de 1851 falleció)
- Joannes Zwijsen † (13 de octubre de 1851 por sucesión-4 de marzo de 1853 nombrado arzobispo de Utrecht)

### Obispos de Bolduque (sede restaurada)
- Joannes Zwijsen † (4 de marzo de 1853-4 de febrero de 1868 nombrado arzobispo a título personal) (administrador apostólico)

- Joannes Zwijsen † (4 de febrero de 1868-16 de octubre de 1877 falleció)
- Adrianus Godschalk † (8 de enero de 1878-4 de enero de 1892 falleció)
- Wilhelmus van de Ven † (27 de mayo de 1892-22 de diciembre de 1919 falleció)[nota 4]
- Arnold Frans Diepen † (22 de diciembre de 1919 por sucesión-18 de marzo de 1943 falleció)
- Willem Pieter Adrian Maria Mutsaerts † (18 de marzo de 1943 por sucesión-27 de junio de 1960 renunció[nota 5])
- Wilhelmus Marinus Bekkers † (27 de junio de 1960 por sucesión-9 de mayo de 1966 falleció)
- Johannes Willem Maria Bluijssen † (11 de octubre de 1966-1 de marzo de 1984 renunció)
- Joannes Gerardus ter Schure, S.D.B. † (31 de enero de 1985-13 de junio de 1998 retirado)
- Antonius Lambertus Maria Hurkmans (13 de junio de 1998-5 de marzo de 2016 renunció)
- Gerard Johannes Nicolaus de Korte, desde el 5 de marzo de 2016